# Ulica Belwederska
Die Ulica Belwederska (deutsch: Belvedere-Straße) ist ein rund 1.300 Meter langer Teilabschnitt einer wichtigen Nord-Süd-Verkehrsachse in Warschau. Die im 17. Jahrhundert angelegte Straße ist Bestandteil des historischen Warschauer Königswegs und verbindet die Aleje Ujazdowskie mit der Ulica Jana III Sobieskiego – dabei überwindet sie die Warschauer Weichselböschung.

## Geschichte
Die Straße (vermutlich eher ein Weg) entstand im 17. Jahrhundert als Teil einer Verbindung zwischen Warschau und Wilanów. Damals wurde sie als Droga Królewska do Wilanowa (deutsch: Königlicher Weg nach Wilanów) bezeichnet. Etwa seit Beginn des 19. Jahrhunderts bis 1940 trug sie den Namen Aleja Belwederska, der sich auf den Belevedere-Palast am Übergang der Aleje Ujazdowskie in die Belwederska bezieht. Während der deutschen Besatzungszeit hieß sie Sonnenstraße. Nach 1945 wurde sie in Ulica Belwederska umbenannt.
Bereits im Jahr 1593 war an der heutigen Straße (am Rande der Weichselböschung) eine hölzerne Kirche, die den Heiligen Anna und Margarete gewidmet war, errichtet worden. Dieses Gebäude wurde 1818 abgerissen. 1659 entstand in Nachbarschaft ein Palast für Krzysztof Zygmunt Pac, aus dem später das heutige Belvedere wurde.

### Stadtgrenze im 18. Jahrhundert
Im 18. Jahrhundert verlief die Stadtgrenze Warschaus an dieser Stelle etwa auf Höhe der Weichselböschung. Daran schloss sich westwärts die damals noch nicht eingemeindete Ortschaft Mokotów an. 1770 wurden Schanzbefestigungen angelegt, die nur einen kleineren Abschnitt der Straße einschlossen. Außerhalb der Erdbefestigungen befanden sich Gebäude von Domenico Merlini, dem Hofarchitekten von König Stanislaus August Poniatowski.
Das Gebiet zwischen der Ulica Puławska und der Belwederska gehörte zu einem großen Teil der Familie Lubomirski. Von den verschiedenen Gebäuden (unter anderem das Szuster- bzw. Lubomirski-Palais) der Lubomirskis an der Puławska erstreckte sich ein Park etwa bis zur heutigen Belwederska. Im Jahr 1780 ließ Izabela Lubomirska von Simon Gottlieb Zug in der Nähe der heutigen Ulica Grottgera einen Pavillon in Form einer Burgruine anlegen.

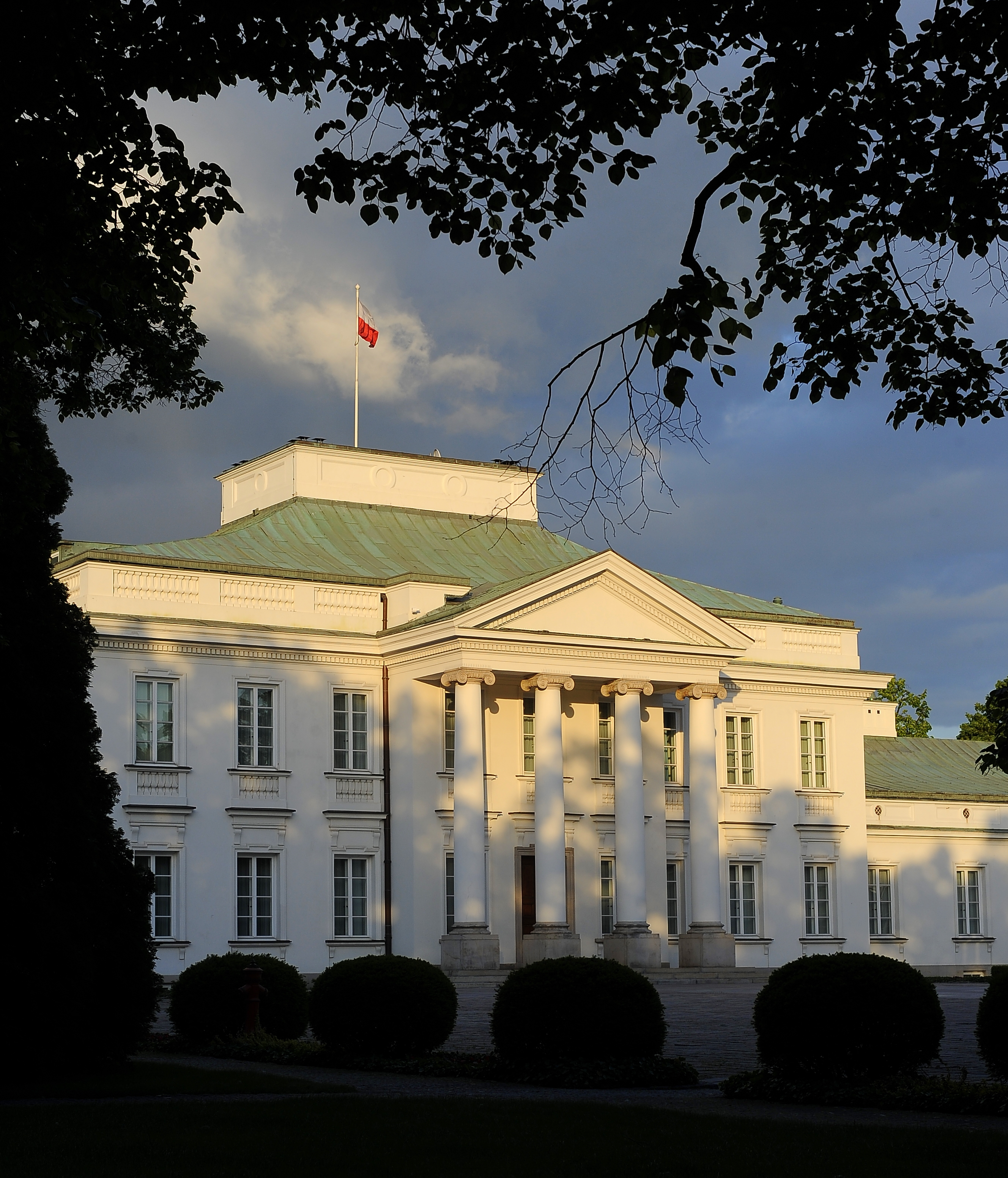
Belvedere-Palast
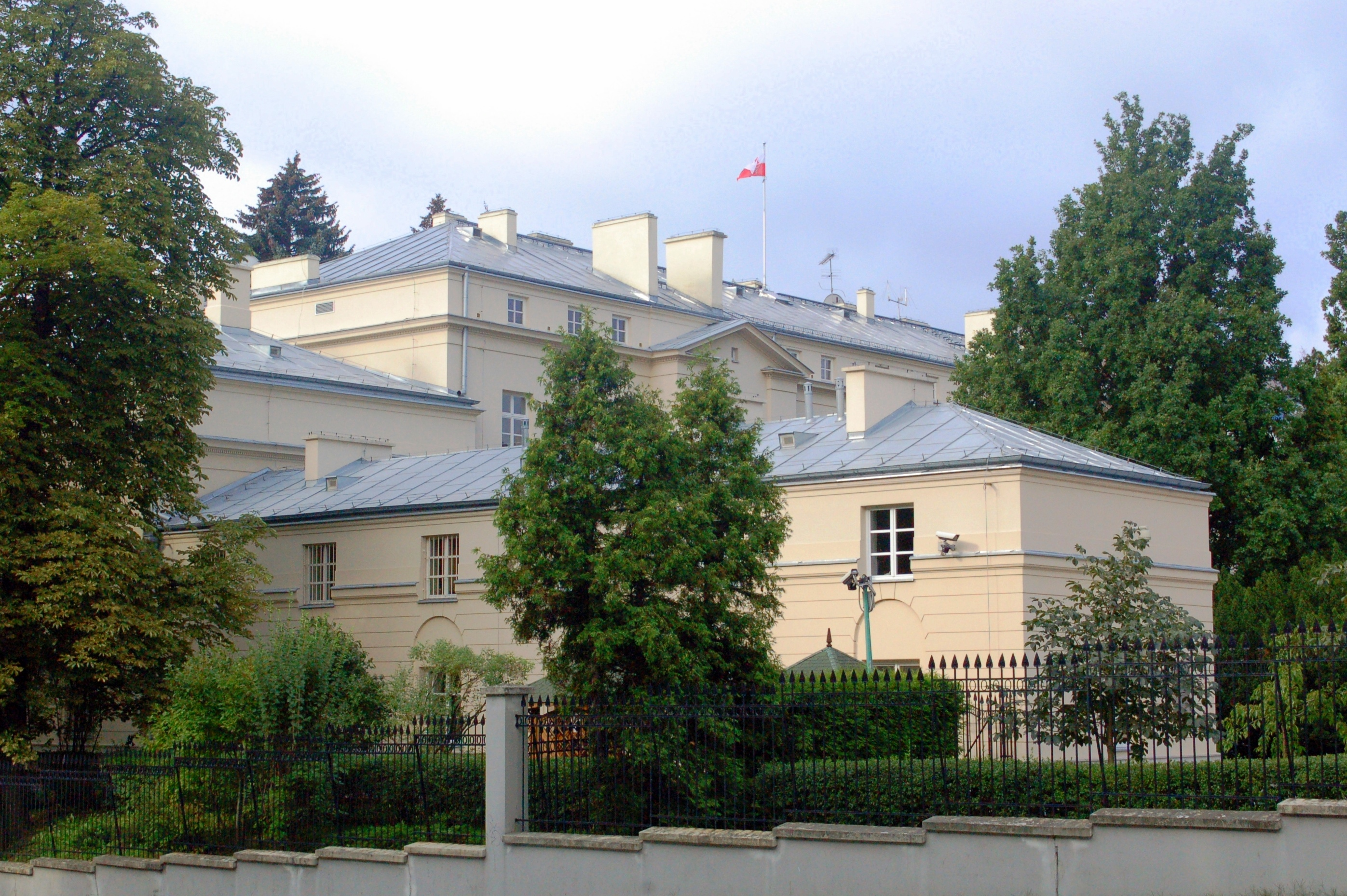
Verteidigungsministerium
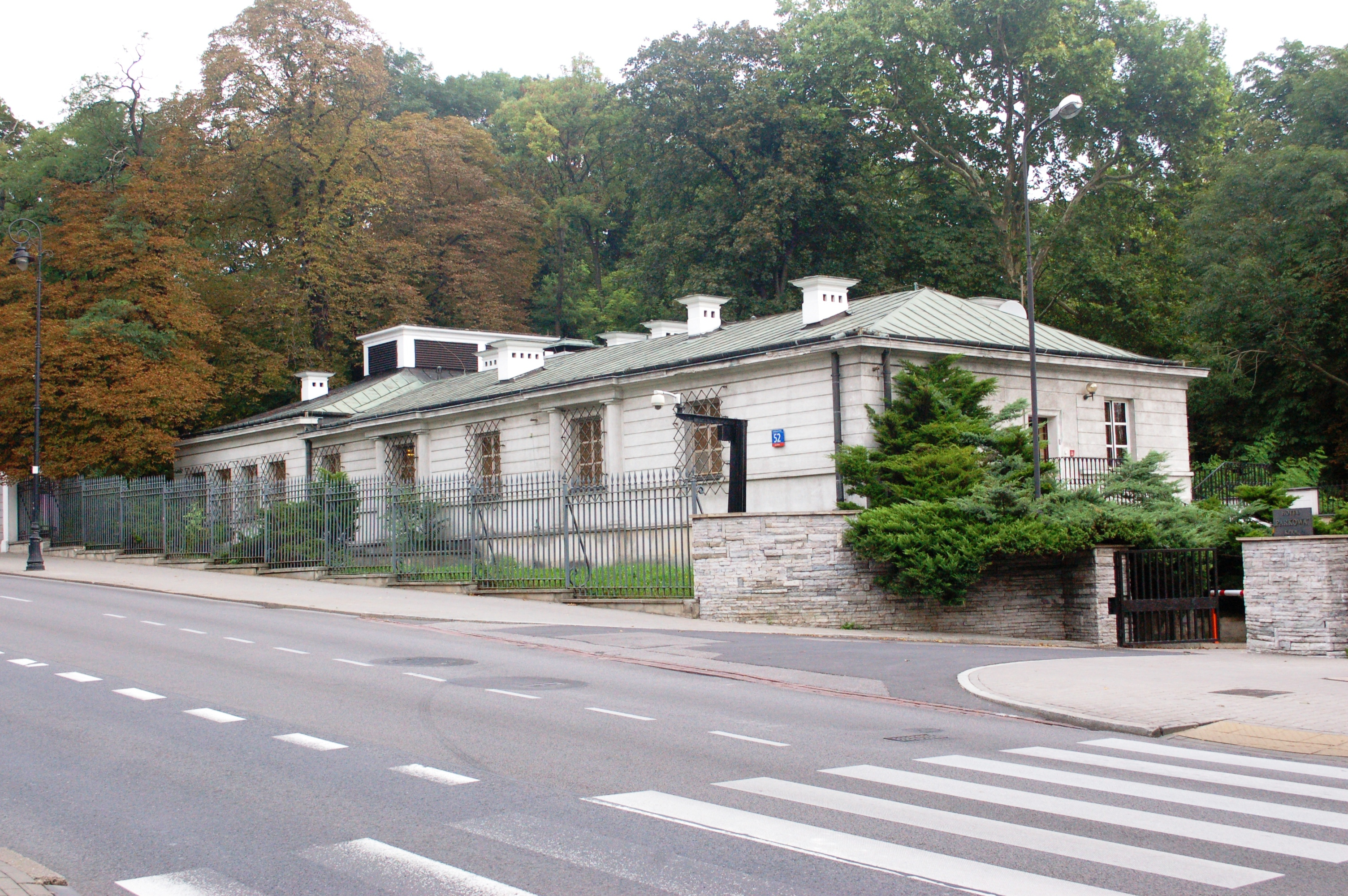
Archiv des Ministerrates
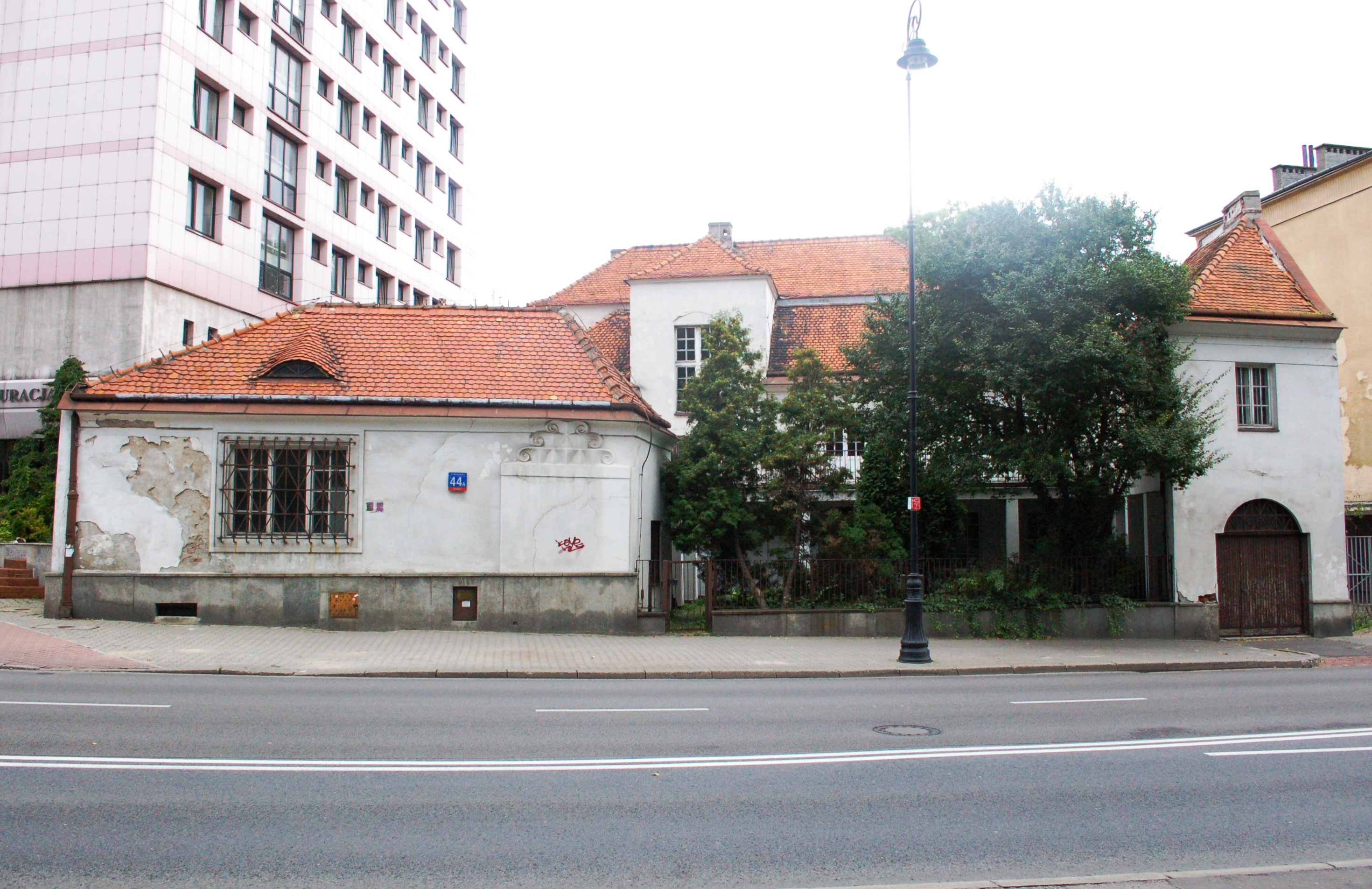
Wilkoszewski-Villa
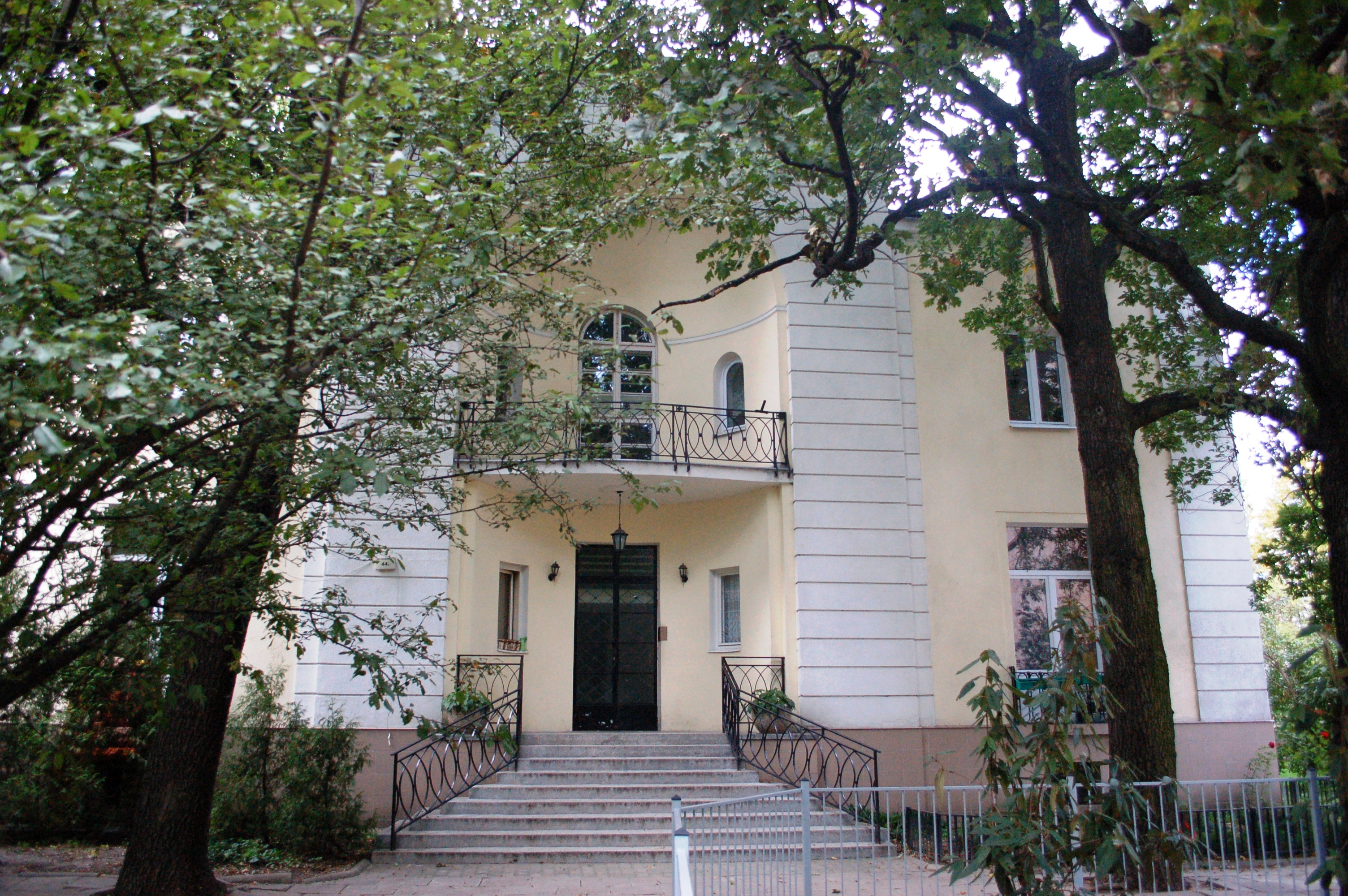
Jaroszewicz-Villa

### Gewerbegebiet im 19. Jahrhundert
Bereits in der zweiten Hälfte des 18. Jahrhunderts waren an der Belwederska Ziegelfabriken entstanden. Die größte gehörte Merlini, daneben bestanden fünf weitere Ziegeleien. Nach 1830 kam ein Teil dieser Ziegeleien in den Besitz von Laurentius Mikulski. Er ließ in ihrer Nähe Arbeiterhäuser errichten – die ersten Gebäude dieser Art in Warschau. Der Lehmabbau in Gruben und die Anlage von benötigten Wasserkanälen führten zur späteren Entstehung von Teichen, die teilweise noch heute im Park Morskie Oko erhalten sind.
Ein anderer großer Arbeitgeber an der Belwederska war an der Ecke zur Ulica Piaseczyńska eine Fabrik zur Herstellung von Molkereigefäßen, die „K. Miller i Spółka“. Hier waren rund 100 Arbeiter beschäftigt.
Im Jahr 1881 wurde an der Ecke zur Ulica Sułkowicka eine Pflegeanstalt für Gelähmte errichtet, die von der Evangelisch-Augsburgischen Gemeinde in Warschau betrieben wurde. Das Gebäude wurde nach dem Entwurf von Jan Kacper Heurich errichtet. Nach 1899 wurde hier noch ein Pavillon von Józef Pius Dziekoński angebaut.
In einem Teil des „Morskie Oko“-Parks entstand ein kleiner Vergnügungspark, „Promenada“ genannt. Dort gab es auch ein Restaurant gleichen Namens. Dessen Besitzer Koller ließ von hier bis zum Wachhäuschen des Belvedere-Palais eine Eisenbahn-Schmalspurstrecke verlegen. Diese Eisenbahn war der Ursprung der von 1892 bis 1957 vom Warschauer Plac Unii Lubelskiej über Wilanów und Powsin bis nach Konstancin betriebenen Schmalspureisenbahnlinie Warschau-Piaseczno.
Auf der Belwederska wurden Rad- und später auch Autorennen ausgetragen.

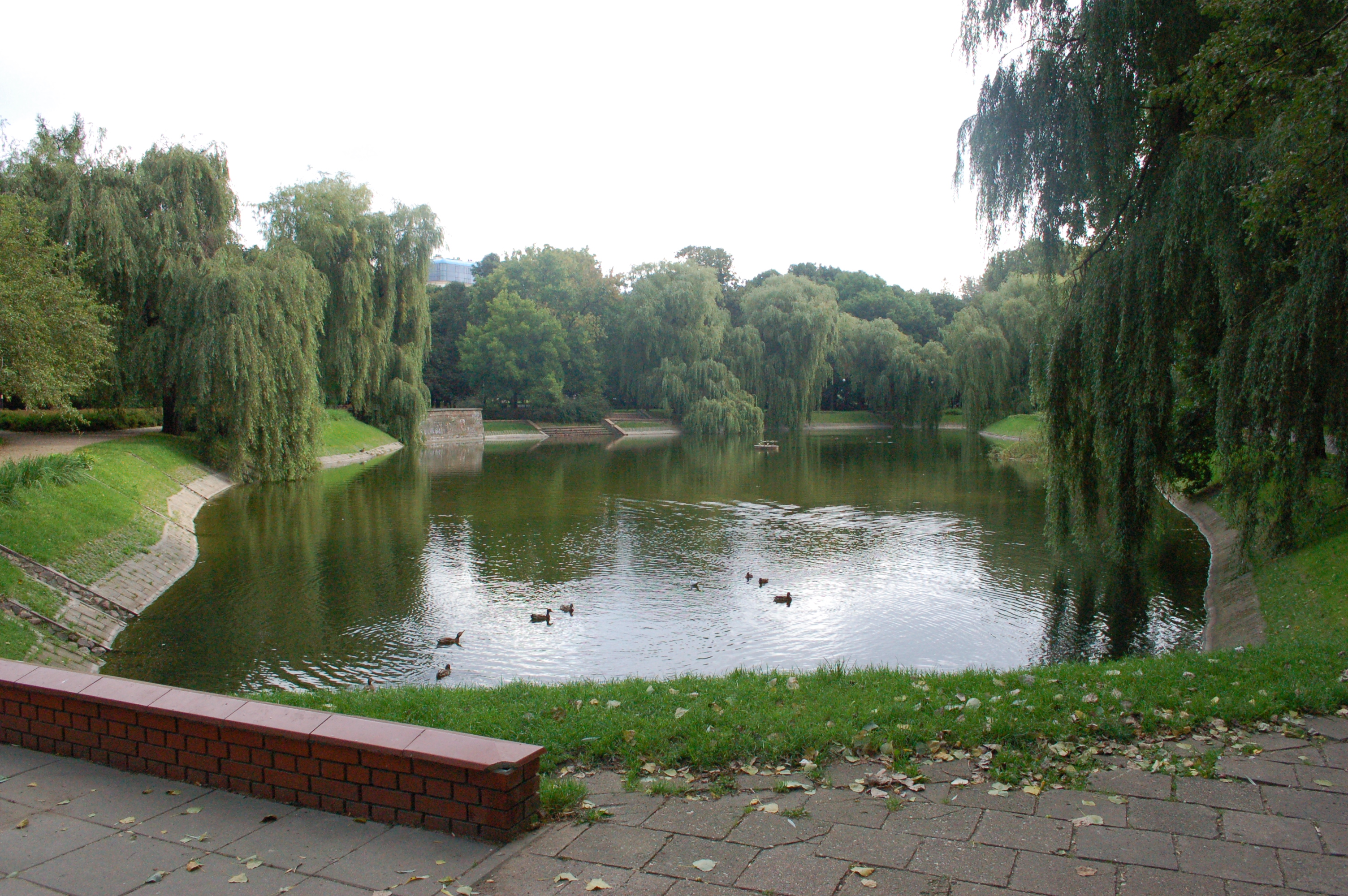
Park „Morskie Oko“
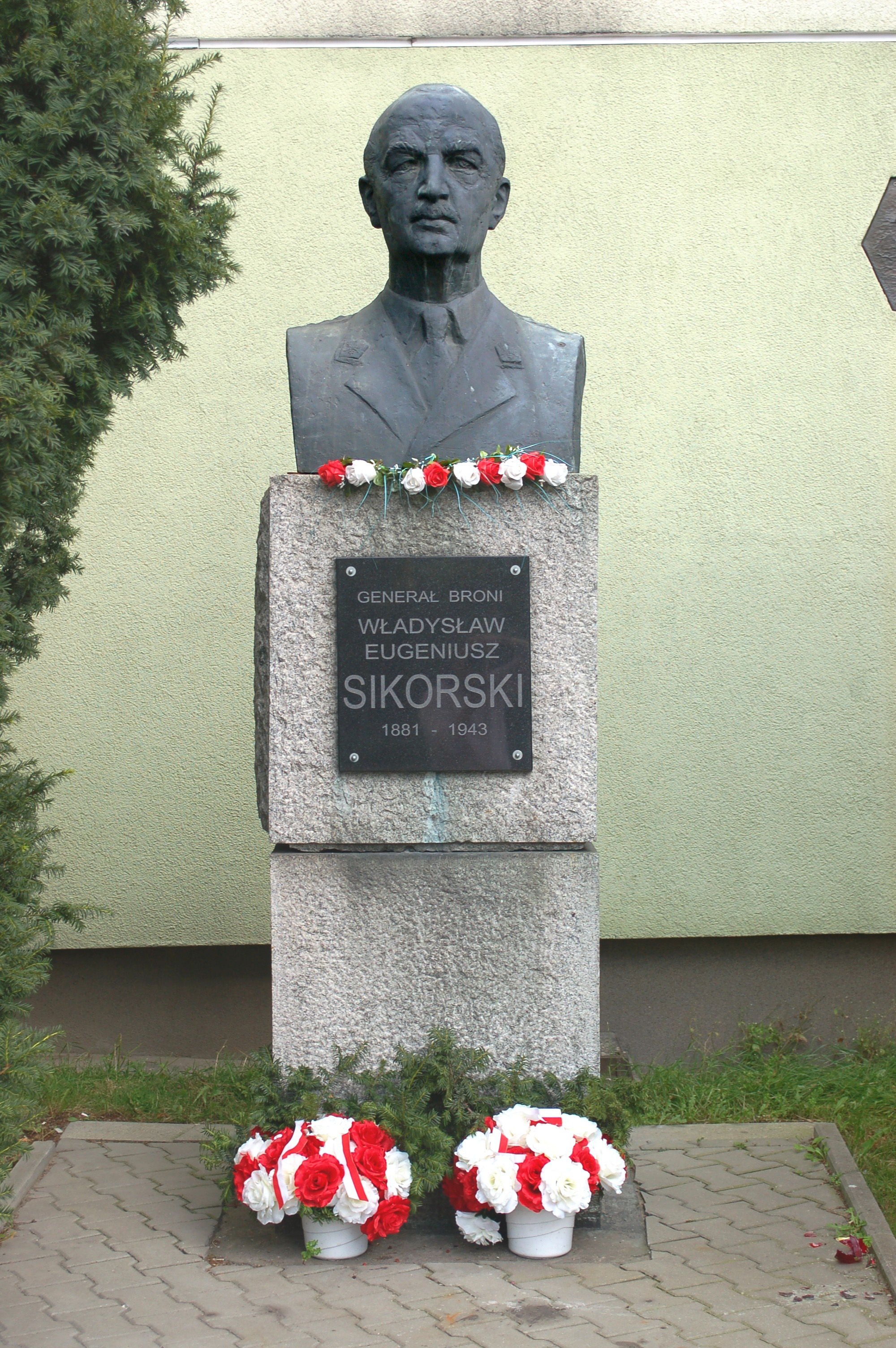
Sikorski-Gedenkstein
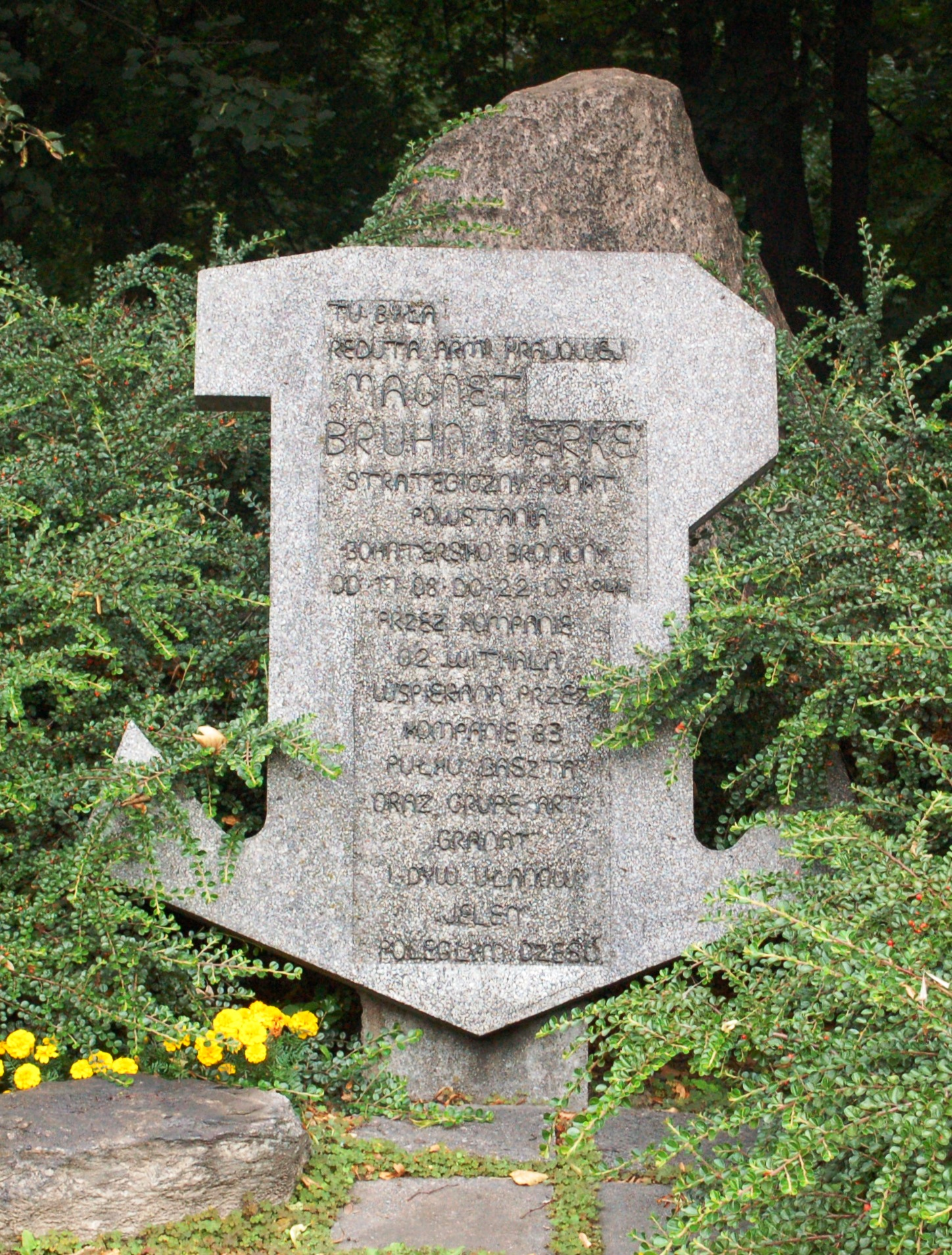
Gedenkstein „Reduta Magnet“
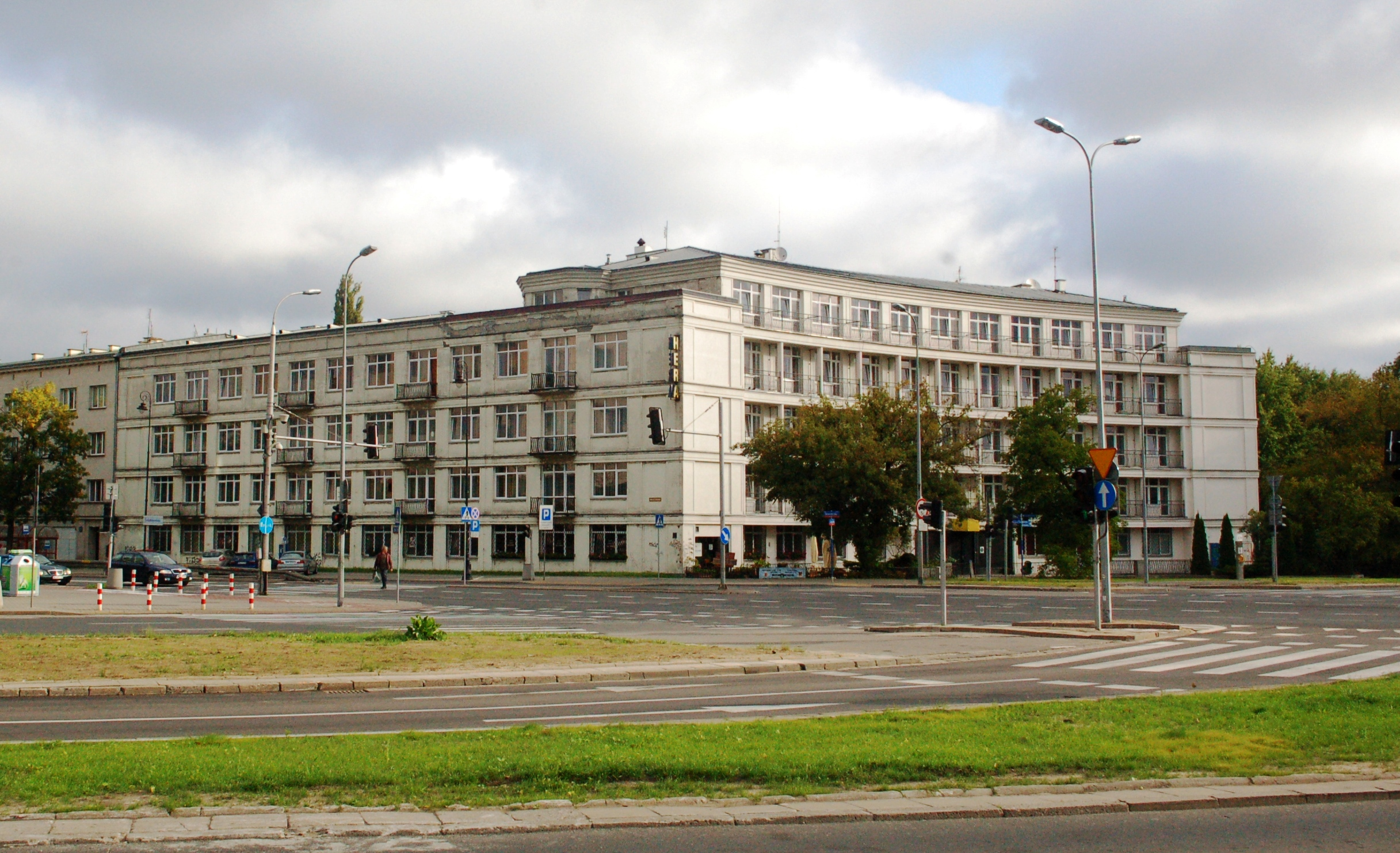
Hotel „Hera“ (1953)
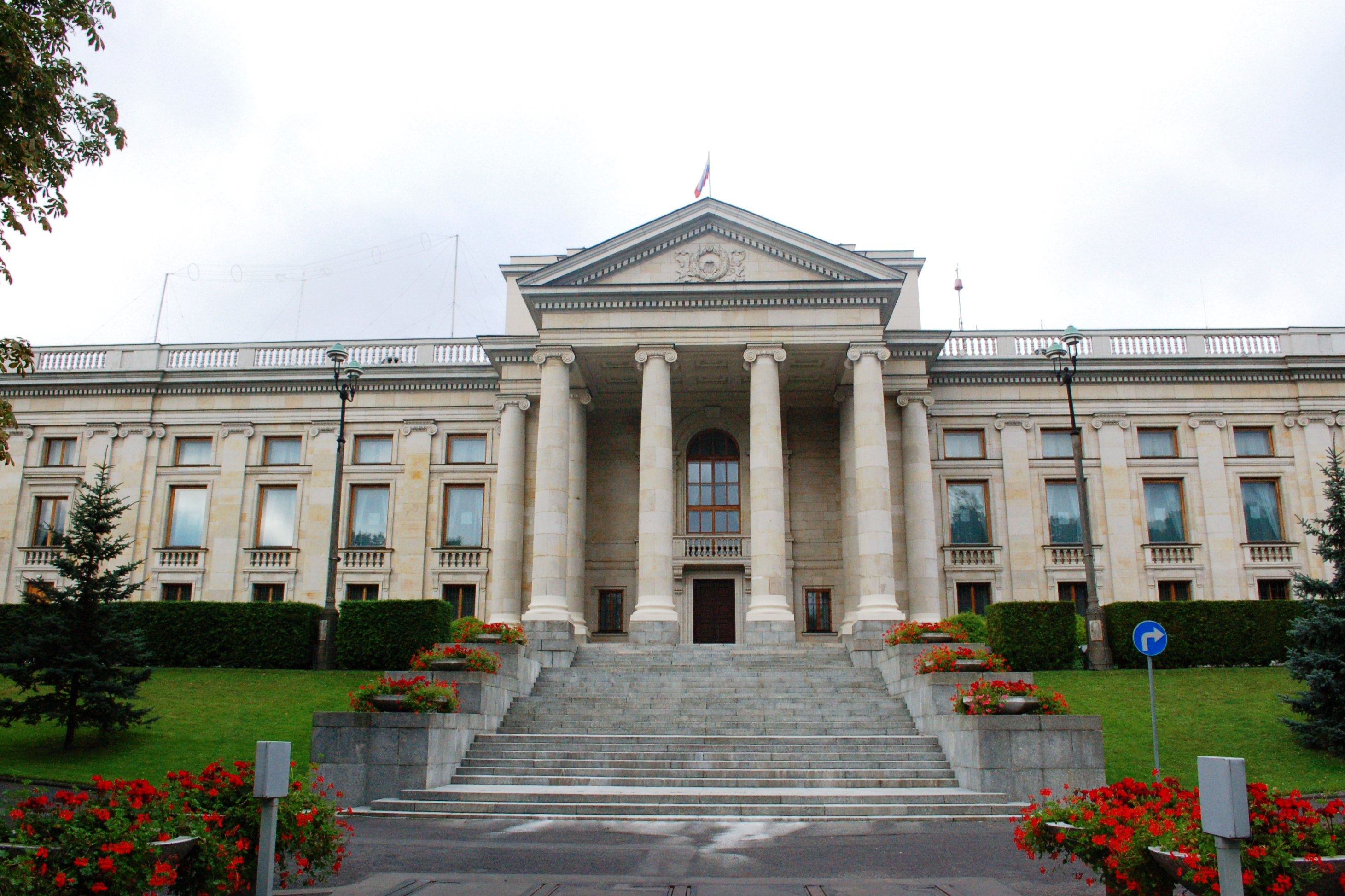
Russische Botschaft (1958)

### Entwicklung im 20. Jahrhundert
Im Jahr 1908 wurde die Belwederska bis zur querverlaufenden Ulica Promenada an Warschauer Stadtgebiet angeschlossen; das Gebiet zwischen Ulica Humańska und Ulica Dworkowa verblieb jedoch weiterhin beim Dorf Mokotów. Nach Erlangung der Unabhängigkeit wurde die Belwederska durchgehend gepflastert.
Erste Mietshäuser entstanden längs der Belwederska ab der Jahrhundertwende. Zwischen den Weltkriegen wurden Einfamilienhäuser (in der guten Lage nahe dem Łazienki-Park auch elegante Villen, u. a. die nicht mehr erhaltene Villa des Generals Władysław Sikorski an der Ecke zur Ulica Turecka) errichtet. In den 1930ern entstanden auch Wohngebäude der staatlichen Sozialversicherung Polens. Da die Straße zunehmend vom Personenkraftverkehr genutzt wurde, entstanden – vor allem an der Ostseite – auch Garagen, Tankstellen und Werkstätten.
Im Kriegsjahr 1939 wurde hier nur wenig beschädigt. Einige der anliegenden Fabriken wurden allerdings in den Kämpfen des Warschauer Aufstandes 1944 zerstört. Vor allem an der sogenannten „Magnet-Schanze“ (polnisch: Reduta AK Magnet Bruhn-Werke), die ihren Namen dem elektromechanischen Bruhn-Werk (einem Zulieferbetrieb der deutschen Luftwaffe) an der Ecke Promenada und Ulica Piaseczyńska verdankte. kam es zu heftigen Feuergefechten zwischen Aufständischen und deutschen Truppen. Die polnischen Einheit O-2 des „Baszta“-Regiments verteidigte diese Stellung vom 17. August bis zum 22. September 1944.
Nach dem Krieg wurden viele erhaltene Baudenkmäler an der Belwederska abgerissen. So wurde 1952 die Zug-Burgruine aus dem 18. Jahrhundert zerstört. 1966 wurde die Sikorski-Villa abgebrochen und nach 1970 die Gelähmten-Anstalt, was zu Protesten der Bevölkerung führte.

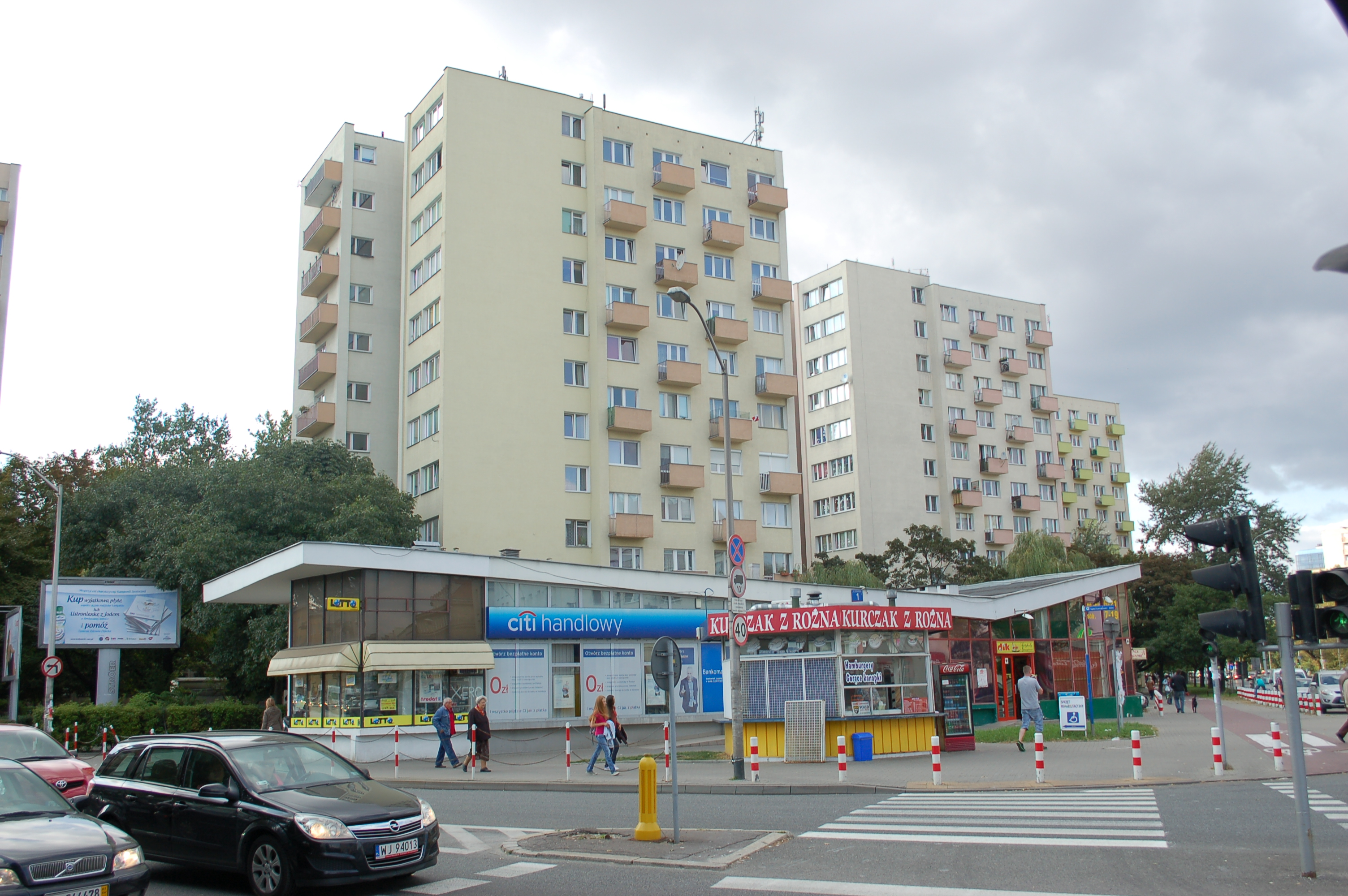
Bebauung der 1950er, vormals „Synthesa“
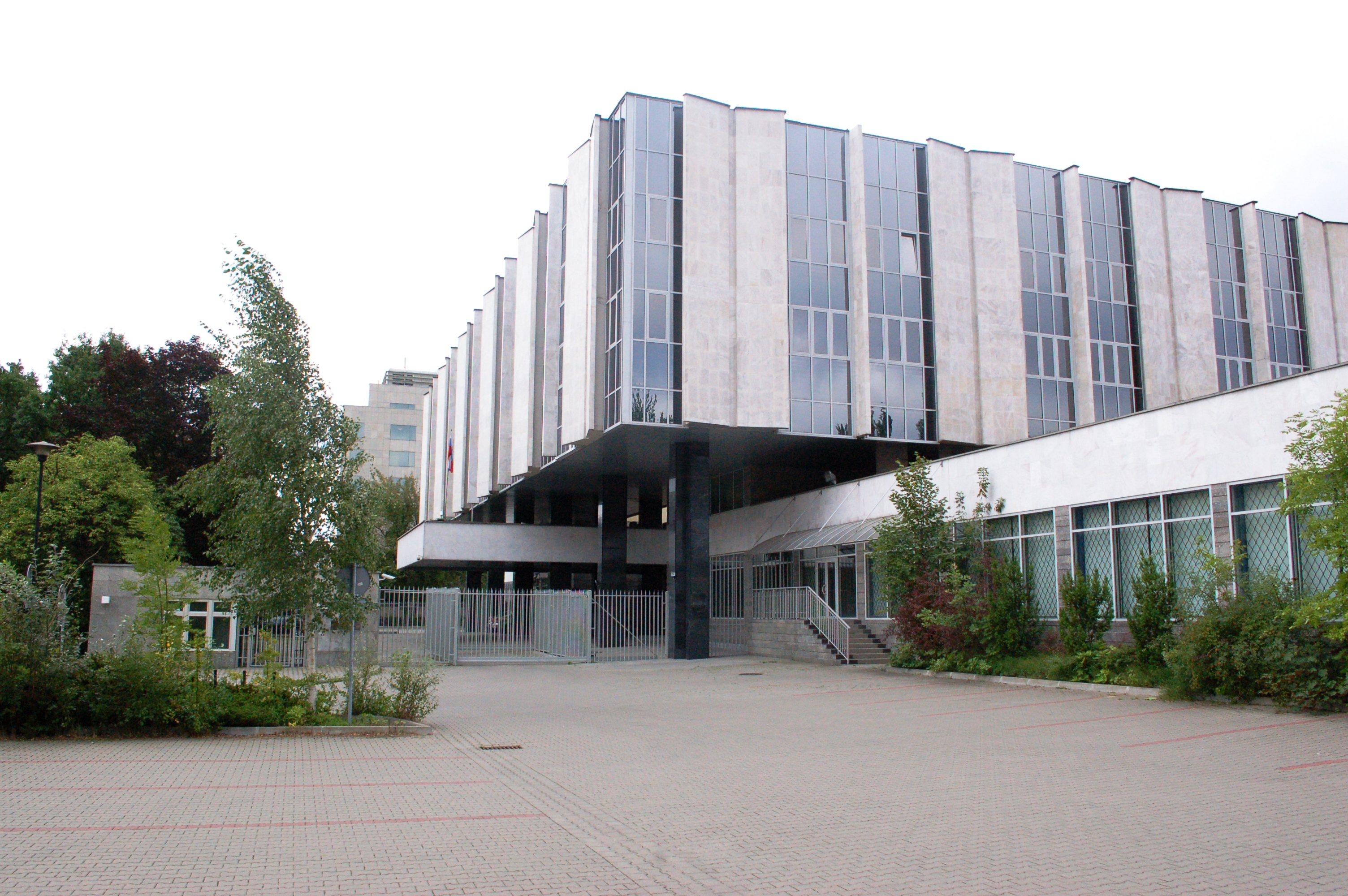
Russische Handelsmission (1976)
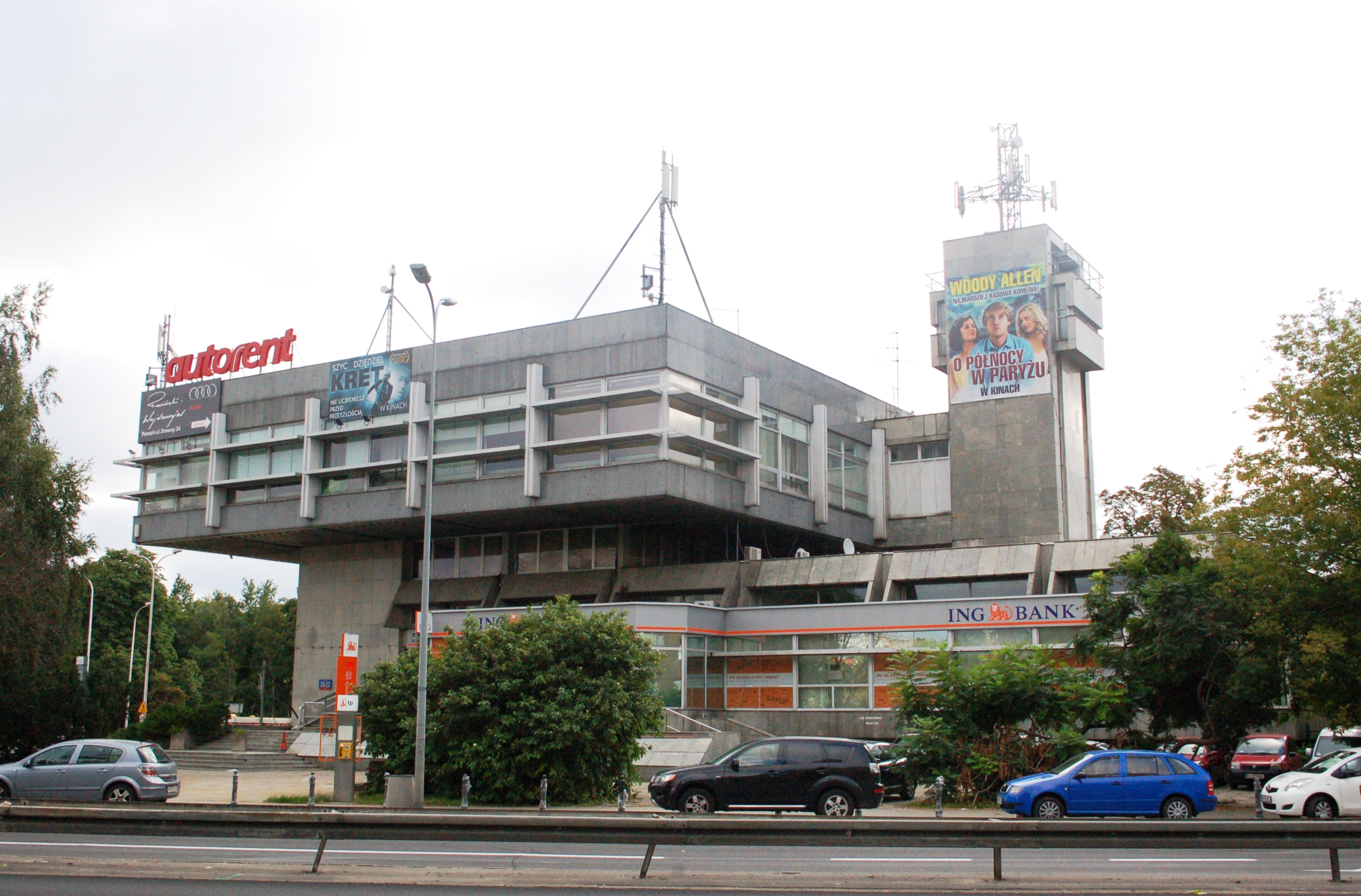
Uniwersus (1980)
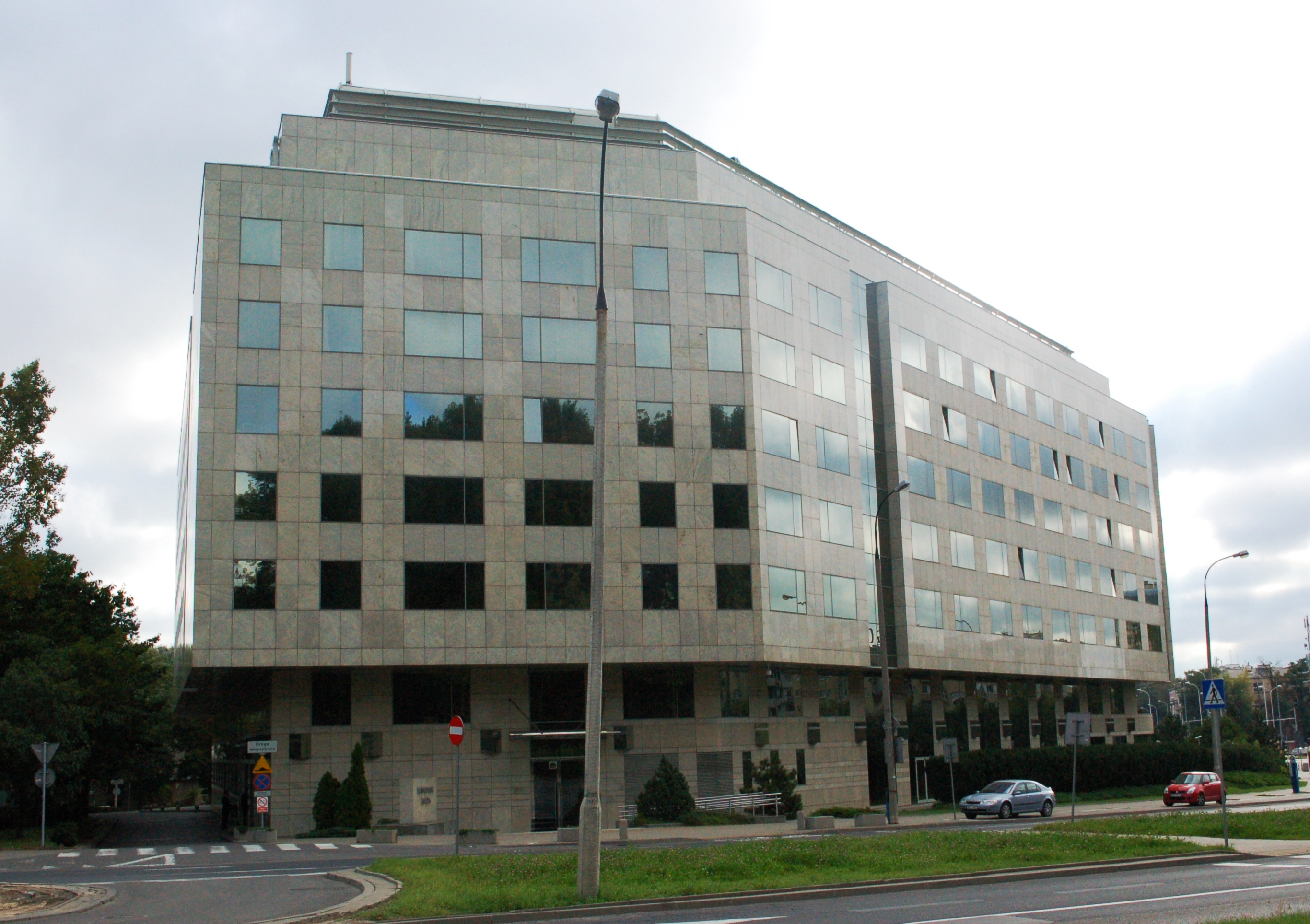
Hotel „Hyatt“ (2002)
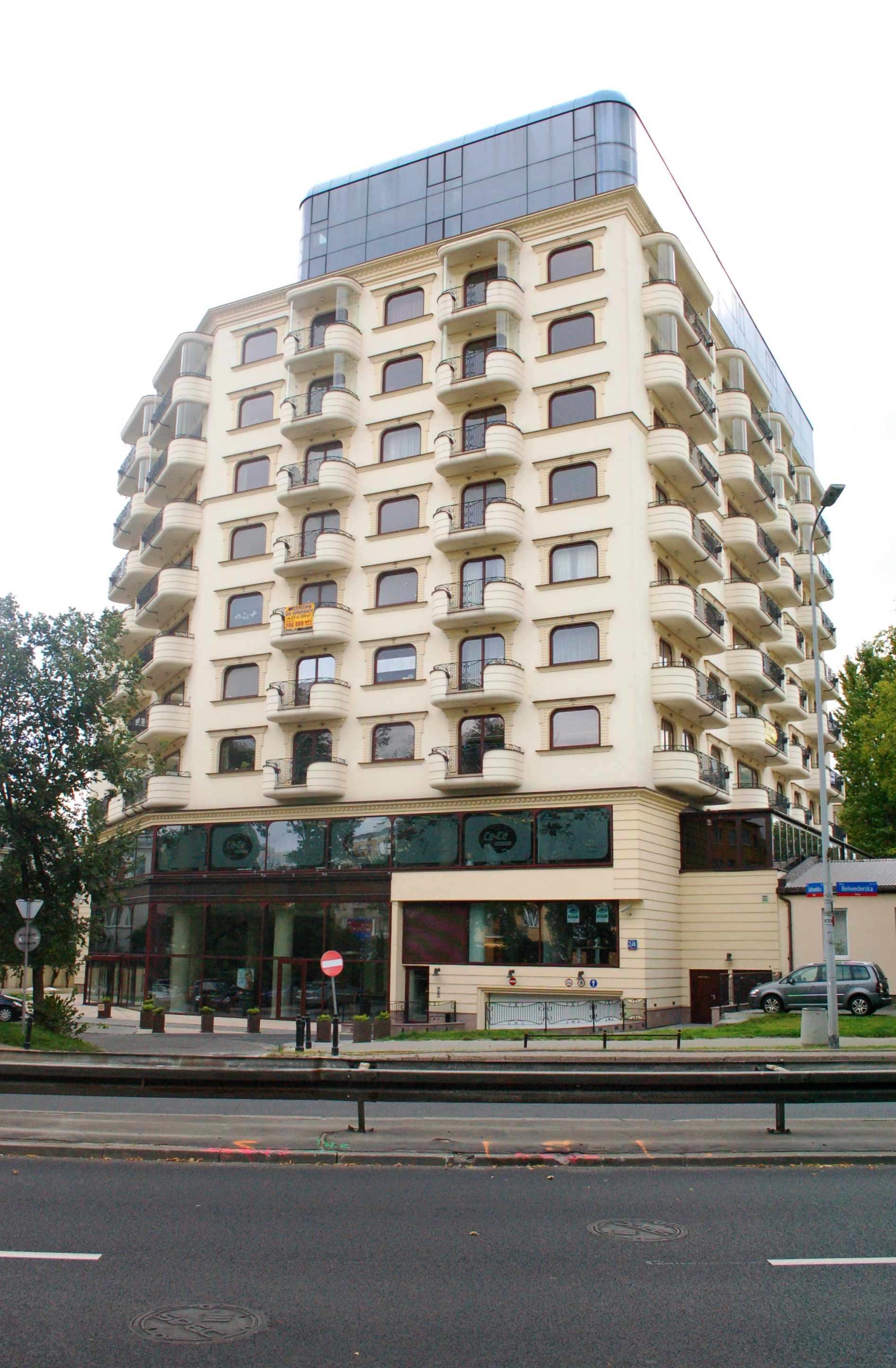
Appartementhaus-Neubau (2010)

## Verlauf und Bauobjekte
Die Belwederska beginnt – aus der Stadtmitte kommend – an einem kleinen Platz nördlich des Belvedere-Palastes, an dem die Aleje Ujazdowskie enden, und geht bei den Querstraßen Ulica Chełmska bzw. Ulica Dolna in die Ulica Jana Sobieskiego über. Von ihr zweigen außerdem auf der Ostseite weitere sieben und auf der Westseite fünf Straßen ab. Die Belwederska wird im südlichen Teil je dreispurig geführt, wobei die Nutzung der dritten Spur zeitweise dem öffentlichen Personennahverkehr vorbehalten ist. Im nördlichen Teilbereich besteht sie nur aus je zwei Fahrstreifen; der nach Süden verlaufende Streifen verjüngt sich am Belvedere-Palast wegen Platzmangels sogar auf nur eine Spur.

### Ostseite der Straße (von Norden nach Süden)
- Skwer Jerzego Giedroycia mit einem Denkmal von Józef Piłsudski
- Belwederska 54/56 - Belvedere-Palast
- Westlicher Ausläufer des Łazienki-Parks
- Belwederska 52 - Archiv des Ministerrats
- Ulica Parkowa, für den öffentlichen Verkehr gesperrt
- Belwederska 46/50 - Hotel „Parkowa“ des Ministerrats
- Ulica Aleksandra Sułkiewicza
- Belwederska/Sułkiewicza - Hotel „Belwederski“, Eigentümer des 3-Sternehotels aus den 1970er Jahren ist die Hotelgruppe WAM
- Belwederska 44 A - „Willa Wilkoszewskich“ (deutsch: Wilkoszewski-Villa). Das Gebäude entstand in den Jahren 1927 bis 1928 nach einem Projekt von Józef Czajkowski[5]. Das unregelmäßige Ensemble besteht aus einem zurückgesetzten, zweistöckigen Haupthaus mit zwei kleinen Flügelgebäuden, die einen kleinen Ehrenhof umgeben. Das schmale südliche Flügelgebäude verfügt ebenfalls über zwei Stockwerke, das größere nördlich nur über eines. Hinter dem Haupthaus schließt sich ein etwa 600 Quadratmeter großer Garten an. Die Anlage ist ein typisches Beispiel des polnischen Gutshausstils der Zwischenkriegszeit. An der Fassade befinden sich dekorative Elemente des Art déco. Das Gebäude steht seit Jahren leer und ist entsprechend ungepflegt[6]
- Belwederska 44 B (im Hinterhof von Belwederska 44) - „Willa Jaroszewicza“ (deutsch: Jaroszewicz-Villa). Eine Anfang des 20. Jahrhunderts erbautes Mehrparteien-Wohnhaus von Antoni Jaroszewicz[7] im italienischen Stil, dessen Stadtwohnsitz sich in der Ulica Marszałkowska 33 befand. Hier bewohnte 1927 Eugenia Lewicka[8], die damalige Geliebte von Józef Piłsudski, eine Vierzimmer-Wohnung[9]
- Belwederska 40/42 - Das Appartementhaus vom Ende der 1930er besticht durch seine straffe funktionalistische Architektur der Zeit. Die Architekten des Gebäudes waren Helena Syrkusowa und Szymon Syrkus. Die Lobbys waren mit Alabaster ausgestattet, der teilweise noch vorhanden ist
- Ulica Lądowa
- Belwederska 34/36/38 – 4 Wohnblocks, die 1938 bis 1939 nach Plänen von Janina und Jerzy Poznański von der polnischen staatlichen Sozialversicherungsanstalt ZUS gebaut wurden
- Belwederska 32 - Kamienica Grohmana (deutsch: Grohman-Mietshaus). Luxus-Appartementhaus aus der Vorkriegszeit des Architekten Józef Steinberg. Das heute stark verschmutzte Gebäude verfügt über ausgewogenen Proportionen und eine edle Natursteinfassade. Während der Kämpfe im Jahr 1944 wurde es beschädigt. Auf einer Gedenkplatte wird des letzten Vorkriegsbesitzers, Karol Grohman[10], gedacht
- Belwederska 26/30 - Hotel „Hera“. Das Objekt, das heute zu den Liegenschaften der Universität Warschau gehört und von dieser als Hotel genutzt wird, wurde 1953 als Studentenwohnheim der Hochschule für Sozialwissenschaften auf Basis eines Projektes der Architekten Wacław Kłyszewski, Jerzy Mokrzyński und Eugeniusz Wierzbicki errichtet. In der Zeit der sozialistisch-realistischen Bauweise errichtet, finden sich hier auch Anklänge an den Modernismus und das Biedermeier. Im Gebäude wird das Restaurant „Czarownica“ (Die Hexe) betrieben
- Ulica Jurija Gagarina
- Belwederska 20/22 - Dom Książki „Uniwersus“ (deutsch: Haus der Bücher). An dieser Stelle befanden sich Gebäude zur Pflege von Gelähmten. Ebenfalls stand hier ein hölzernes Herrenhaus – nach seinem Eigentümer, dem Direktor einer Porzellanfabrik in Ćmielów „Dworek Świętochowskiego“ (deutsch: Świętochowski-Haus) genannt. Die Gebäude wurden Ende der 1960er Jahre abgerissen. In den Jahren 1975 bis 1981 entstand hier das Haus der Bücher nach einem Projekt der Architekten Leszek Sołonowicz, Ryszard Lisiewicz und Arkadiusz Starski. Im „Uniwersus“ wurde eine große Auswahl an polnisch- und russischsprachigen Büchern angeboten. 1980 erhielt das dreistöckige Gebäude einen Preis der Stadt Warschau. Heute befinden sich in dem Gebäude Büros und verschiedene Servicedienstleister
- Belwederska 18a - Willa Neumanów (deutsch: Neumann-Villa). Die Villa wurde 1928 bis 1929 nach einem Projekt von Marcin Weinfeld[11] errichtet. Sehenswert ist eine Keramik-Sonnenuhr an der Fassade. Heute befindet sich hier das Oberklasse-Restaurant „Różana“, in dem auch Angela Merkel zu Gast war
- Ulica Sułkowicka. An der Ecke (Sułkowicka 3) befindet sich die „Willa Czerwona“ (deutsch: Rote Villa)
- Sułkowicka 2/4 - „Belvedere Residence“. Dieses 10-stöckige Gebäude mit 65 Luxuswohnungen entstand in den Jahren 2005 bis 2008 unter dem Architektenbüro APAR und dem Entwickler L.D. Sp. z o.o. In dem knapp 20.000 Quadratmeter Nutzfläche großen, im Stile der 1930er Jahre gehaltenen Gebäude befinden sich ein Wintergarten unter einer Glaskuppel und große Verspiegelungen und Skulpturen im Lobbybereich[12]
- Belwederska 16 – Heute befindet sich hier ein unansehnliches, zweistöckiges Kfz-Wartungsgebäude der Polizei (1. Bezirkskommandantur). Das Ursprungsgebäude entstand 1929 nach einem Projekt des Architekten Edward Seydenbeutel, der hier eine Niederlassung der Firma „Auto Koncern“ im Aufsehen erregenden avantgardistischen Stil errichtete. Die Firma verkaufte und reparierte hier u. a. Autos der Marke Chrysler und Fiat. Nach dem Krieg wurde das ursprüngliche dreigeschossige Gebäude zweistöckig ausgeführt, die vormals elegant gegliederte Frontseite mit Garageneinfahrten[13] wurde vermauert
- Belwederska/Nabielaka - Botschaft der Slowakischen Republik. Unter der Adresse Nabielaka 4 befindet sich diese Villa vom Anfang des 20. Jahrhunderts, die ursprünglich für Paulina Wierzbicka errichtet worden war. Ihr heutiges Aussehen erhielt sie nach einem Umbau im Jahr 1928. In Nachbarschaft der Villa befand sich vor dem Krieg die Filzfabrik Sielce (polnisch: Sielecka Fabryka Filców), in der billige Filzmützen vor allem für die ländliche Bevölkerung produziert wurden.
- Ulica Ludwika Nabielaka
- Belwederska 10 – Mietshaus aus der Vorkriegszeit
- Belwederska/Turecka - Büste von Władysław Sikorski. Hier befand sich die Villa des Generals, die er in den Jahren 1923 bis 1939 bewohnte. Das Werk des Künstlers Bohdan Chmielewski[14] wurde anlässlich des 100. Geburtstags von Sikorski am 20. Juni 1981 aufgestellt. Im jetzigen Gebäude befindet sich ein kleines Museum zu ihm. Neben dem Mietsblock steht ein mit einer Gedenktafel versehener Mauerrest der ehemaligen Sikorski-Villa
- Ulica Turecka
- Ulica Chełmska

### Westseite der Straße (von Norden nach Süden)
- Ulica Bagatela
- Ulica Klonowa
- Belwederska/Klonowa - Polnisches Verteidigungsministerium
- Belwederska 49 – Gebäude der Russischen Botschaft in Warschau. Auf dem großen Gelände der in den 1950er Jahren errichteten Botschaft entstanden später weitere Objekte. Dazu gehören unter der Adresse
- Belwederska 25 - die Russische Handelsmission sowie das Russische Wissenschafts- und Kulturzentrum. Im selben Gebäude, allerdings unter der Hausnummer 25C, befindet sich auch das Konsulat Russlands in Warschau
- Belwederska 23 - Hotel Hyatt Regency
- Ulica Spacerowa
- Belwederska 17 – Mietshaus aus der Vorkriegszeit, Teil des nach Artur Grottger benannten, ehemaligen Grottger-Viertels
- Ulica Artura Grottgera
- Park „Morskie Oko“ und der „Promenadenteich“ (polnisch: Staw Promenada). Der sich von der Weichselböschung in Mokotów nach Südosten erstreckende Park wurde von Simon Bogumil Zug als Ergänzung einer romantischen Garten-Schlossanlage der Izabela Lubomirska angelegt. Im Jahr 1820 ging er in den Besitz der Anna Potocka[15] über. Damals wurde er französisch als „Mon coteau“ (deutsch: „Mein Hügel“) bezeichnet. Der untere, nahe dem Belwederska gelegene Teil der Parkanlage wurde im 20. Jahrhundert zur Anlage des Vergnügungsparks „Promenada“ verpachtet
- Belwederska/Promenada - Bruhn-Werk-Gedenkstein, der die Leistungen der hier eingesetzten Verbände der polnischen Heimatarmee während des Warschauer Aufstandes im Jahr 1944 würdigt
- Ulica Promenada
- Ulica Piaseczyńska
- Belwederska/Dolna - heute befinden sich hier Mietshausblöcke der 1950er Jahre sowie lokaler Einzelhandel in einem Pavillon. Vor dem Bau dieses Ensembles produzierte an dieser Stelle die Fabrik der Synthesa Sp. z o.o. Ether, was zu einer erheblichen Geruchsbelästigung in der Umgebung führte. Das chemische Unternehmen war 1895 gegründet worden und firmierte unter dem Namen „Synthesa“ seit 1931. Nach dem Krieg zunächst in Staatseigentum überführt, wurde die Fabrik in den 1950ern abgerissen[16]
- Ulica Dolna